# Bahnhof Vanløse
Vanløse ist ein oberirdischer S- und U-Bahnhof in der dänischen Hauptstadt Kopenhagen, im gleichnamigen Stadtteil Vanløse. Er wird von den Linien C und H der Kopenhagener S-Bahn sowie M1 und M2 der U-Bahn bedient.
Die erste Station wurde am 15. Juni 1898 in Betrieb genommen. Seit Inbetriebnahme der ersten S-tog-Strecke Klampenborg–Hellerup–Vanløse–Frederiksberg am 3. April 1934 ist der Bahnhof Vanløse Teil dieses in der Folge weiter ausgebauten Verkehrssystems. Bis zum 23. September 1941 wurde der Bahnhof umgebaut. Es bestanden zwei Inselbahnsteige, der östliche war ein etwas tiefer liegender Kopfbahnsteig, der als Spitzkehre für die Züge von Klampenborg über Vanløse nach Frederiksberg genutzt wurde.
Der Bau der U-Bahn unter Einbeziehung der Stichstrecke nach Frederiksberg führte zu tiefgreifenden Änderungen. Der Kopfbahnsteig wurde für den U-Bahn-Betrieb umgebaut, die Gleisverbindungen zwischen Eisenbahn und der jetzigen U-Bahn-Strecke einschließlich des Verbindungsbogens zur Ringstrecke nach Klampenborg entfielen. Für den Übergang zur Ringlinie F entstand in nur geringer Entfernung zum Bahnhof Vanløse der neue Turmbahnhof Flintholm. Die umgebaute Bahnhofsanlage ging am 12. Oktober 2003 mit dem neuerbauten U-Bahn-Abschnitt Frederiksberg–Vanløse in Betrieb. Der Bahnhof befindet sich oberirdisch in Hochlage. Es bestehen Umsteigemöglichkeiten zu diversen Buslinien.